# النقص العالمي في الرقائق 2020–حتى الآن
النقص العالمي في الرقائق 2020–حتى الآن هي أزمة مستمرة بسبب زيادة الطلب على الدوائر المتكاملة (المعروفة باسم رقائق أشباه الموصلات) أكبر من العرض، مما يؤثر على أكثر من 169 صناعة  وقد أدى ذلك إلى زيادات كبيرة في الأسعار وقوائم انتظار بين المستهلكين للسيارات وبطاقات الرسومات ومشغلات ألعاب الفيديو وأجهزة الكمبيوتر وغيرها من المنتجات التي تتطلب أشباه الموصلات ونقص شديد فيها. تتعدد اسباب النقص ، وأهمها وباء فيروس كورونا، والحرب التجارية بين الصين المتحدة، وحوادث المناخية القاسية.

## جائحة فيروس كورونا
بسبب تفشي فيروس كورونا قامت العديد من الدول إلى اعتماد انظمة العمل عن بُعد والتعلم عن بُعد مما سبب إلى زيادة الطلب على أجهزة الكمبيوتر، الأجهزة الطرفية للشبكة، والإلكترونيات الاستهلاكية الأخرى ذات الرقائق. بسبب فرض الإغلاق والحظر، تم إغلاق العديد من المرافق التي تقوم بانتاج الرقائق، مما أدى إلى استنفاد المخزونات. في الربع الأخير من عام 2020، شهدت مبيعات أجهزة الكمبيوتر التقليدية نموًا بنسبة 26.1 بالمائة مقارنة بالعام السابق.

## الحرب التجارية بين الصين والولايات المتحدة
في سبتمبر 2020، كجزء من الصراع الاقتصادي بين الصين والولايات المتحدة، فرضت وزارة التجارة الأمريكية قيودًا على أكبر شركة لتصنيع الرقائق في الصين وهي شركة تصنيع أشباه الموصلات الدولية (SMIC) ، مما جعل من الصعب عليهم البيع للشركات الأمريكية. أجبرت هذه القيود الشركات الأمريكية على استخدام مصانع شركات أخرى في تايوان وكوريا ومع ذلك كانت تلك الشركات تنتج الرقائق بأقصى طاقتها.

### صناعة السيارات

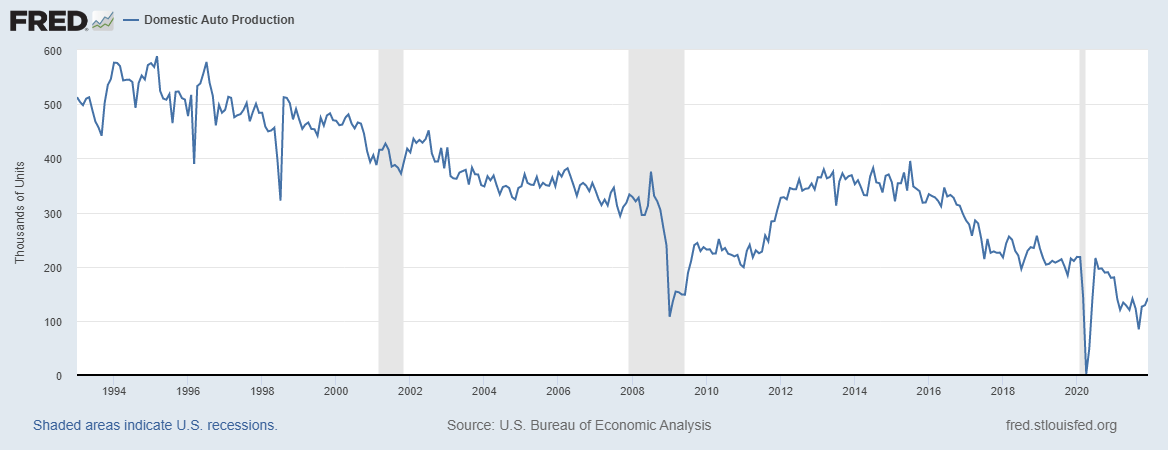
إنتاج السيارات في الولايات المتحدة مابين عامي 1993–2021

## الصناعات المتضررة

### مشغلات ألعاب الفيديو
وخلال جائحة كوفيد-19، تم إغلاق دور السينما والمسارح لمنع انتشار الفيروس، مما دفع العديد من الناس إلى اللجوء إلى الترفيه المنزلي خلال فترات العزل الذاتي مما أدى إلى زيادة الطلب على مشغلات ألعاب الفيديو. ومع إصدار الجيل التاسع من أنظمة ألعاب الفيديو التي تزامنت مع تفشي الوباء، أزداد الطلب أكثر، حيث سجلت كل من مايكروسوفت وسوني طلبا قياسيا على مشغلات ألعاب الجديدة. وتوقعت مايكروسوفت في فبراير 2021 أن تستمر حالات النقص حتى منتصف عام 2021 على الأقل بينما حذرت شركة سوني في مايو 2021 من أن النقص في إمدادات PlayStation 5 سيستمر حتى عام 2022. وتستخدم كلتا الشركتين رقائق AMD التي تصنعها شركة TSMC. يقوم اللاعبون بإعادة بيع مشغلات التحكم الخاصة على مواقع مثل eBay بسعر اعلى من سعر المشغل الاساسي.